# Soufiane Hetli
Soufiane Hetli (Amsterdam, 30 mei 2001) is een Nederlands-Marokkaans voetballer die doorgaans als aanvaller speelt. Hij komt uit voor Telstar.

## Clubcarrière

### AFC
Hetli speelde bij verschillende jeugdelftallen, waaronder de jeugdopleiding van Almere City FC. In 2019 ging hij naar AFC, waar hij in 2022 zijn debuut maakte in het seniorenvoetbal, in de Derde divisie tegen De Treffers (1-2). In twee seizoenen voor de Amsterdamse club speelde hij 40 wedstrijden, waarin hij 12 keer scoorde.

### Telstar
Medio 2024 verkaste Hetli naar eerstedivisionist Telstar. Hij debuteerde in de eerste speelronde van 2024/25 tegen Vitesse (3-2). Hij kwam een kwartier voor tijd in de ploeg voor Youssef El Kachati. Hij moest het afhankelijk doen met invalbeurten, maar kreeg naarmate het seizoen vorderde steeds vaker een basisplaats. In de laatste regulie competitiewedstrijd, tegen FC Emmen (3-0), brak Hetli zijn rib. Hierdoor moest hij de play-offs missen, waarin Telstar uiteindelijk promoveerde naar de Eredivisie.

## Statistieken
| Seizoen | Club    | Competitie     | Competitie | Competitie | Beker | Beker | Overig | Overig | Totaal | Totaal |
| Seizoen | Club    | Competitie     | Wed.       | Dlp.       | Wed.  | Dlp.  | Wed.   | Dlp.   | Wed.   | Dlp.   |
| ------- | ------- | -------------- | ---------- | ---------- | ----- | ----- | ------ | ------ | ------ | ------ |
| 2022/23 | AFC     | Tweede divisie | 20         | 2          | 0     | 0     | 0      | 0      | 20     | 2      |
| 2023/24 | AFC     | Tweede divisie | 20         | 10         | 2     | 0     | 0      | 0      | 22     | 10     |
| 2024/25 | Telstar | Eerste divisie | 33         | 6          | 2     | 0     | 0      | 0      | 35     | 6      |
| Totaal  | Totaal  | Totaal         | 73         | 18         | 4     | 0     | 0      | 0      | 77     | 18     |

Bijgewerkt op 2 juni 2025.